# Sankt Antönien
Sankt Antönien é uma comuna da Suíça, no Cantão Grisões, com cerca de 331 habitantes. Estende-se por uma área de 52,28 km², de densidade populacional de 6 hab/km². Confina com as seguintes comunas: Luzein, Saas im Prättigau, Sankt Antönien-Ascharina, Sankt Gallenkirch (AT - 8), Schiers, Tschagguns (AT-8).
A língua oficial nesta comuna é o Alemão.

## História
Possui várias galerias subterranêas e cavernas que foram habitadas por Ursos-das-cavernas a cerca de 100.000 anos atrás. Os Humanos só foram ocupar o vale em torno de 1300, pois só existiam algumas residências mais a baixo.